# Rimbach
Rimbach é um município da Alemanha, no distrito de Cham, na região administrativa de, estado de Baviera.